# Кумала, Келли
Ке́лли Нонла́нла Кума́ла (англ. Kelly Nonhlanhla Khumalo; 1 ноября 1984) — южноафриканская певица и активистка по борьбе над домашним насилием. Лауреат премии «South African Music Awards» (2013) в номинации «Лучшая певица». Стала активистом по борьбе над домашним насилием в 2012 году, имея такой опыт с бывшим фактическим мужем-рэпером Молемо Маарохейном, который «подсадил» её на наркотики и стал виновником гибели четверых детей и травм двух детей в результате его езды в наркотическом опьянении вместе со своим другом Тембой Тшабалалой около школы 8 марта 2010 года.

## Личная жизнь
В 2008—2011 года Келли состояла в фактическом браке с рэпером Молемо Маарохейном. В этих отношениях Кумала родила своего первенца — сына Кристиана Маарохейна (род. ~2010).
Также Келли состояла в фактическом браке с футболистом Сензо Мейива (1987—2014). В этих отношениях Кумала родила своего второго ребёнка и первую дочь — Тинго Мейива (род. 25.03.2014).

## Дискография
- TKO (2005)
- Itshitshi (2006)
- Siyajabula, (Universal, 2007)
- Simply Kelly (2008)
- The Past, The Present, The Future (Universal, 2013)